# Бахрамбек
Бахрамбек (ум. 1501) —  4-й ширваншах (правитель государства Ширваншахов) из династии Дербенди, второй сын предыдущего ширваншаха Фаррух Йасара I. Источники ничего не сообщают о его правлении. Умер после года правления.